# Orthopodomyia rodhaini
Orthopodomyia rodhaini is een muggensoort uit de familie van de steekmuggen (Culicidae). De wetenschappelijke naam van de soort is voor het eerst geldig gepubliceerd in 1995 door Brunhes & Hervy.